# Các tính năng mới trên Windows 7
Các tính năng mới trên Windows 7 được áp dụng vào ngày 22 tháng 7 năm 2009 gồm có Start menu, Files Recovery và một số tính năng khác trên Windows Vista.

## Giao diện người dùng

### Login screen
Tính năng này bạn đầu hiện có trên Windows Vista. Trên Windows 7, Microsoft đã thay thế login screen bằng một giao diện mới, từ lúc sau khi phát hành Windows 7 build 6469 Sever Pack 1 và trên Windows 7 RTM,. Cụ thể là màn hình màu xanh nước biển chim và lúc nhập mật khẩu đăng nhập trên Welcome screen.

### Start menu
Microsoft thay thế Start menu trên Windows 7 vào năm 2009, và công bố trước tháng 1 năm 2009. Sau khi phát hành Windows 7 Beta, Start menu được chính thức có Family Pack trên Windows Vista, và có thêm Windows Aero, xóa bỏ Start menu nền đen trên Windows 7.
- Start menu được thêm thư mục Pictures, Libraries, Music và Recorded TV được áp dụng trên Windows Media Center và Windows Media Player, dùng để tìm kiếm thư mục hoặc ứng dụng trên Windows 7.
- Start menu trên Windows 7 có hình người dùng mới trên Account, được áp dụng trên Control Panel và Files Recovery, System Restore và Search Result.

### Files Manager

#### Files Recovery
Files Manager được thiết kế bởi Bill Gates trong Windows 7, có ổ đĩa C: trên Windows Vista. System Restore, Recovery Options, Files Manager được có sẵn trên Startup Recovery Option trong Boot Advanced Options.

### Windows Aero

#### Aero 3D Flip
Windows Vista được hỗ trợ 3D Flip. Trên Windows 7 cũng có tính năng này dùng với màu hình Windows Aero. Tính năng này có thể được kích hoạt bằng cách nhấn tổ hợp ⊞ Win+Tab ↹hoặc ⇧ Shift+⊞ Win+Tab ↹.

#### Jump List
Jump List trên Windows 7 được thiết kế Windows Aero sau khi tải ứng dụng hoặc phần mềm, hiển thị trên Windows Setup hoặc đang tải ứng dụng trên Google Chrome, Firefox và các trình duyệt khác.

#### Aero Peek
Aero Peek trên Windows 7 được thiết kế bởi Microsoft, được thiết kế bởi Desktop Button. Chức năng chính là hiện ra màn hình Desktop.

#### Snap
Snap trên Windows 7 được công bố vào năm 2009, có sẵn trên giao diện đối với Basic theme, Windows Aero nhưng không thể dùng trên Windows Classic.

### Windows Explorer
Windows Explorer trên Windows 7 được cải tiến thư mục Libraries, Pictures, Music và Recorded TV, và một số tính năng khác.

### Windows Media Player 10
Windows Media Player là tính năng phát triển âm nhạc trên Windows 7, nó lợi ích dùng với Windows Media Center được phát triển trên Windows 7, nó dùng với Windows 7 có giai đoạn đĩa CD hoặc DVD Drive, nó dùng để tải âm nhạc trên Windows 7 từ Windows Media Player 10.

### Windows Media Center
Windows Media Center trên Windows 7 được ra mắt phiên bản 8.1 trên Windows 7 build 6956, có săn trên Windows Vista và Windows XP, tích hợp Xbox 360.Windows Media Center được cải tiến với Pictures, Music và Recorded TV, đĩa phim.

### Windows Photo Viewer
Windows Photo Viewer là phần mềm phóng to ảnh hoặc xem ảnh. Trên Windows 7, tính năng này có sẵn trên Windows Media Player, dùng để gửi ảnh trong Windows Live hoặc đối với ảnh khác.

### Games
Chess Titans, Purble Place, Mahjong Titans, Hearts, Solitaire, FreeCell và Spider Solitaire được tícho hợp trong Start Menu > Games trên Windows 7.

### Windows XP Mode
Windows XP Mode là tính năng giả lập hệ điều hành Windows XP.  Tinh năng này có sẵn trên Windows 7 Ultimate, Professional và Enterprise, được dùng với chế độ Windows Virtual PC hoặc Virtual PC Mode trên Windows 7.
Đây là danh sách tính năng mới của bàn phím trên Windows 7. Ngoài ra còn một số tính năng khác.
- ⊞ Win+Tab ↹và ⇧ Shift+⊞ Win+Tab ↹: mở Aero 3D Flip.
- ⊞ Win+E: mở phần mềm Windows Explorer.
- ⊞ Win+Left Arrow+Right Arrow: tự snap hai đôi.
- ⊞ Win+P: mở phần mềm Connect to a Projector.

## Khác

### Boot screen
Boot screen trên Windows 7 được có phát hiện ra từ ''Startup Windows'' được phát hiện ra Windows 7 logo được phát sáng các màu xanh, đỏ, nước biển, đối với sử dụng Windows 7 boot screen phát hiện màu xanh giống hệt Windows Vista.

### DirectX 10
DirectX 10 được phát hành vào ngày 26 tháng 10 năm 2010 trên Windows 7, dùng để cải tiến tốc độ của trò chơi.

### Windows Sidebar

#### Desktop Gadget
Desktop Gadgets được dùng với Desktop Gadget của Windows Sidebar, dùng để hiển thị một số tiện ích trên màn hình Desktop, như đồng hồ, lịch, trò chơi, hay trình quản lý CPU hoặc RAM trên Windows 7.

### Internet Explorer 8

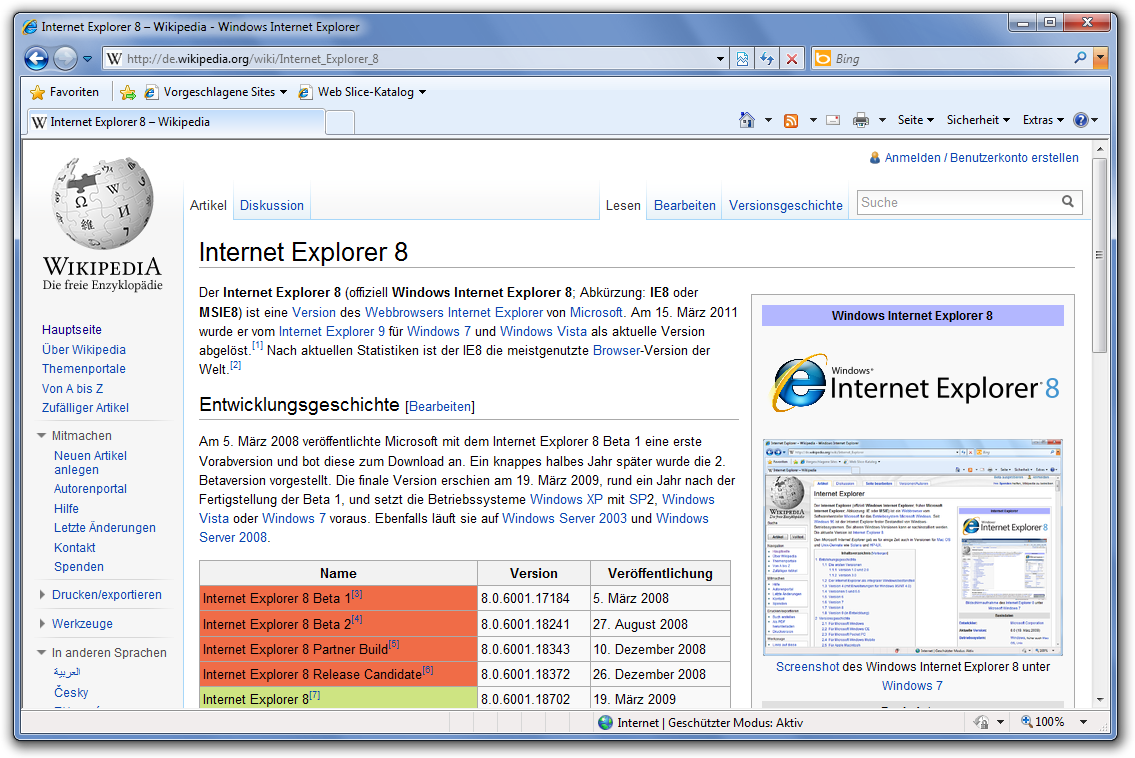
Internet Explorer 8 trên Windows 7

Internet Explorer 8 được cải tiến trên Windows 7.

### Shutdown screen
Sau khi có nút Shutdown button trên Windows 7, tính năng này dùng để tắt máy tính.